# Lîskivka, Țarîceanka
Lîskivka (în ucraineană Лисківка) este un sat în așezarea urbană Țarîceanka din raionul Țarîceanka, regiunea Dnipropetrovsk, Ucraina.

## Demografie
Componența lingvistică a localității Lîskivka
     Ucraineană (100%)
Conform recensământului din 2001, toată populația localității Lîskivka era vorbitoare de ucraineană (100%).